# Cantrill-Nunatakker
Die Cantrill-Nunatakker sind eine kleine Gruppe von bis zu 1566 m hohen Nunatakkern im westantarktischen Ellsworthland. Sie ragen nordnordwestlich des Mount Jenkins und nordöstlich des Mount Ballard in den Sweeney Mountains auf.
Der United States Geological Survey nahm zwischen 1961 und 1962 Vermessungen vor. Das UK Antarctic Place-Names Committee benannte sie 2004 nach dem Geologen David J. Cantrill vom British Antarctic Survey, der in drei antarktischen Sommerkampagnen zwischen 1999 und 2002 nach Pflanzenfossilien in diesem Gebiet gesucht hatte.